# Seckach (Lauchert)
Die Seckach ist ein 6,6 km langes Flüsschen der Schwäbischen Alb auf dem Gebiet der Kleinstadt Trochtelfingen im Landkreis Reutlingen in Baden-Württemberg, das nach einem südwestlichen Lauf beim Stadtteil Mägerkingen von links in die obere Lauchert mündet.

## Geografie

### Seckachquellen

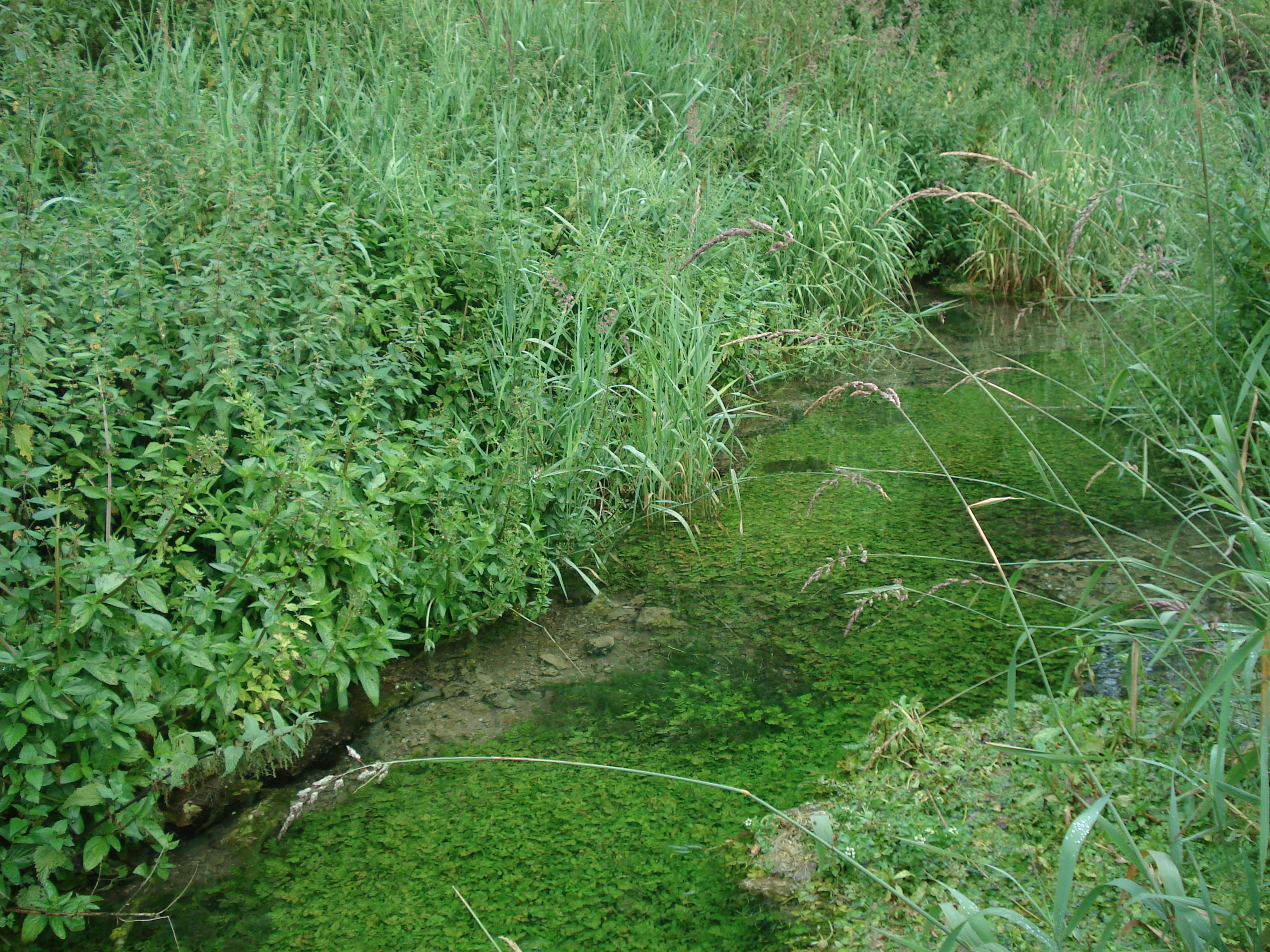
Die Seckach an ihren ersten Quellen

Die Seckachquellen liegen nördlich von Trochtelfingen zwischen der B 313 und der Trasse der Hohenzollerischen Landesbahn in einem mit Röhricht bewachsenen Quellsumpf auf wenig unter 700 m ü. NN. Dieser ist als Natura 2000 Schutzzone (FFH-Richtlinie) ausgewiesen. Auf einer Strecke von etwa 200 m sammelt sich das Quellwasser zahlreicher Karstquellen im Flussbett. Ihr Einzugsgebiet umfasst 28 km². Alle diese Quellen zusammen schütten 246 l/s, und sie schütten jahreszeitlich ziemlich konstant. Die Seckach ist damit bereits ab ihrem Ursprung ein stattliches Flüsschen.

### Verlauf
Die Seckach fließt zwischen dessen Fachwerkhäusern durch den historischen Stadtkern von Trochtelfingen. Nach dem Stadtteil Mägerkingen mündet sie etwa 70 m südlich des Lauchtertsees in deren Lauf, auf 637,5 m ü. NN in die Lauchert. Im Tal laufen bis zur Mündung die genannte Bundesstraße wie die Bahnlinie. Oberhalb der Quellen ist im Gelände das trockene Obertal mit Namen Hasental nordwärts noch über 4 km weit bis nahe an die Grenze der Gemeinde Engstingen zu verfolgen.

### Einzugsgebiet
Das insgesamt 51,5 km² große Einzugsgebiet der Seckach liegt auf der Hochfläche der Schwäbischen Alb im Unternaturraum Mittlere Kuppenalb. Der höchste Punkt liegt an der Nordspitze nahe dem Gipfel des Hochflecks auf 865 m ü. NN. In maximaler Ausdehnung erstreckt es sich von Norden nach Süden etwa 11,5 km und ist quer dazu höchstens 6 km breit. Die Seckach hat keine wesentlichen Zuflüsse und durchfließt nur die südliche Hälfte des Einzugsgebietes – oberhalb zieht sich das Trockental Hasental nordwärts weiter bis fast zum Gewerbepark Engstingen-Haid, in der Mulde des Gesamttals läuft die Hohenzollerische Landesbahn. Linksseits dieser Talachse überwiegt die Bewaldung, rechtsseits von ihr die offene Flur, in der die Felder deutlich dominieren. Dem Haupttal laufen einige Trockentäler zu, längstes davon ist das von Norden kommende Grafental, das am Ortsanfang von Mägerkingen einmündet.
Der bei weitem größte Flächenteil des Einzugsgebietes gehört zur Kleinstadt Trochtelfingen, am Rande haben auch andere Kommunen Anteile – die Gemeinden Engstingen ganz im Norden, Sonnenbühl im Nordwesten und Hohenstein im Nordosten sowie die Kleinstadt Burladingen im Westen.

## Flora und Fauna
In den Niederungen der Seckachauen findet man die Bach-Kratzdistel, einige Laichkrautgewächse, den Stumpfkantigen Wasserstern, die Sumpfdotterblume oder den Schlangen-Knöterich. Des Weiteren sind im Seckachtal Magerrasen und Wacholderheiden vorzufinden. Das obere Trockental ist nahezu gehölzfrei. Dort sind die Kreuzkröte, die Zauneidechse, die Blindschleiche und der Randring-Perlmuttfalter ansässig. Neuntöter, Weidenmeise, Grünspecht und Wachtel können an einigen Abschnitten der Seckach beobachtet werden.

## Schutzgebiete
Mit dem deutlich größeren Teil im trockenen oberen Einzugsgebiet liegt das Landschaftsschutzgebiet Trochtelfinger Heide und Seckachtal. Das unterste Tal ab etwas vor Mägerkingen gehört dagegen dem Landschaftsschutzgebiet Laucherttal mit Nebentälern an. Bei Meidelstetten etwas nördlich des Dachensteins liegt das Naturschutzgebiet Bauenofen-Häulesrain-Tal.

### LUBW
Amtliche Online-Gewässerkarte mit passendem Ausschnitt und den hier benutzten Layern: Lauf und unteres Einzugsgebiet der Lauchert

Allgemeiner Einstieg ohne Voreinstellungen und Layer: Daten- und Kartendienst der Landesanstalt für Umwelt Baden-Württemberg (LUBW) (Hinweise)
1. 1 2  Höhe nach dem Höhenlinienbild auf dem Hintergrundlayer Topographische Karte.
2. ↑  Höhe nach blauer Beschriftung auf dem Hintergrundlayer Topographische Karte.
3. ↑  Länge nach dem Layer Gewässernetz (AWGN).
4. ↑  Einzugsgebiet nach dem Layer Basiseinzugsgebiet (AWGN).

### Andere Belege
1. 1 2  Schüttung gemessen am Pegel Trochtelfingen in den Jahren 1980–1988.
2. ↑  Friedrich Huttenlocher: Geographische Landesaufnahme: Die naturräumlichen Einheiten auf Blatt 178 Sigmaringen. Bundesanstalt für Landeskunde, Bad Godesberg 1959. → Online-Karte (PDF; 4,3 MB)